# Isla Santa María (Antofagasta)
La Isla Santa María se encuentra ubicada en la Comuna, Provincia y Región de Antofagasta dentro de la Península de Mejillones, localizada a 32 km de Antofagasta (Ciudad más cercana), tiene una superficie de 85,86 km² y esta orillada por completo por el Océano Pacífico y es reconocida según el Ministerio de Bienes Nacionales como un patrimonio protegido desde julio de 2007, cuenta como principal actividad el turismo y buceo por las costas cercanas.

## Historia

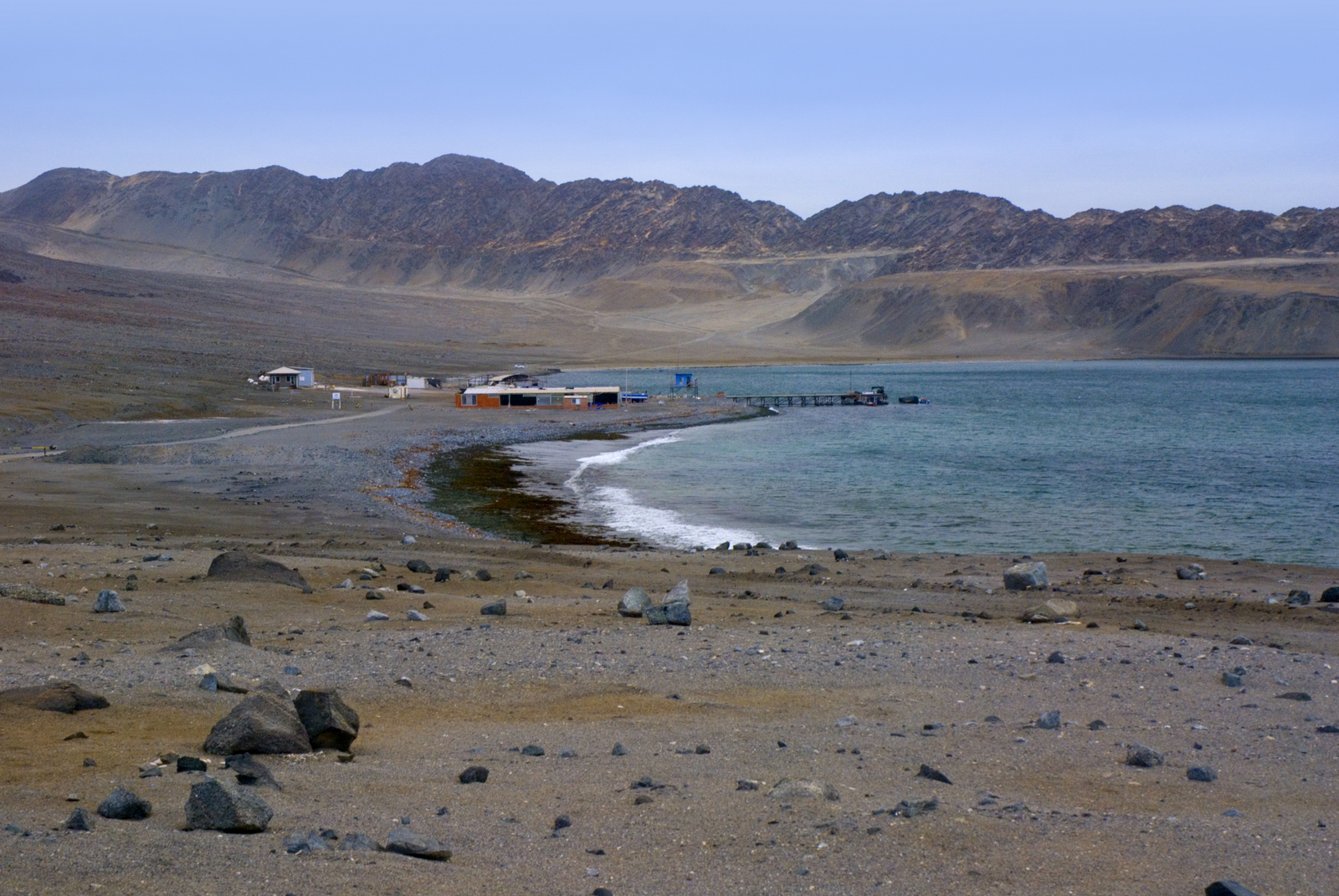
Caleta Errazuriz, a pocos kilómetros de la Isla Santa María

La Isla Santa María era ocupada como un asentamiento Chono entre los siglos I y XIV como lugar funerario, hasta que quedó abandonada al pasar el tiempo. Luego, la isla sería descubierta por la soberanía Boliviana, quienes explorando las tierras cercanas a la Península de Mejillones terminaron encontrando la Isla. Luego de la Guerra del Pacífico, la isla junto a la provincia entera del Litoral de Atacama fueron anexionadas a la República de Chile, actualmente esta protegida y categorizada como Patrimonio Natural desde el 28 de julio del 2007.

### Hallazgos Arqueológicos
Entre los hallazgos encontrados, se visualizaban conchales y estructuras habitacionales (junto a la funeraria) demostrando que algunas vez llegó a contener alguna población de origen Chono que se basaban en la pesca y recolección de productos marinos, aprovechando la abundante flora establecida.

## Actividades
Entre las actividades y el turismo que se puede generar dentro de la isla es el buceo por las costas al igual que la pesca deportiva y el surfeo, también la apreciación e investigación de la fauna y flora marina que recorren los cercanos al sector. Además, la Isla Santa María es bastante popular en la observación de aves como el Pingüino de Humboldt (Spheniscus Humboldti) o la Gaviota Garuma (Leucophaeus modestus).

## Geografía
La Isla Santa María tiene una altitud máxima de 10 metros sobre el nivel del mar, además, cuenta dentro del Sector "Isla Santa María" junto a la Caleta Errázuriz, su temperatura habitual es templada tanto en las estaciones de verano e invierno, junto al nivel de olas que puede ser variado.